# Золотоголовый королёк
Золотоголо́вый королёк (лат. Regulus satrapa) — мелкая певчая птица семейства корольковых.

## Описание
Золотоголовый королёк длиной 9 см. Оперение взрослой птицы сверху оливково-зелёное, а снизу белое. На крыльях белые полосы, чёрные полосы на глазах и жёлтая, обрамлённая чёрным макушка. У самца посередине жёлтой макушки оранжевое пятно.

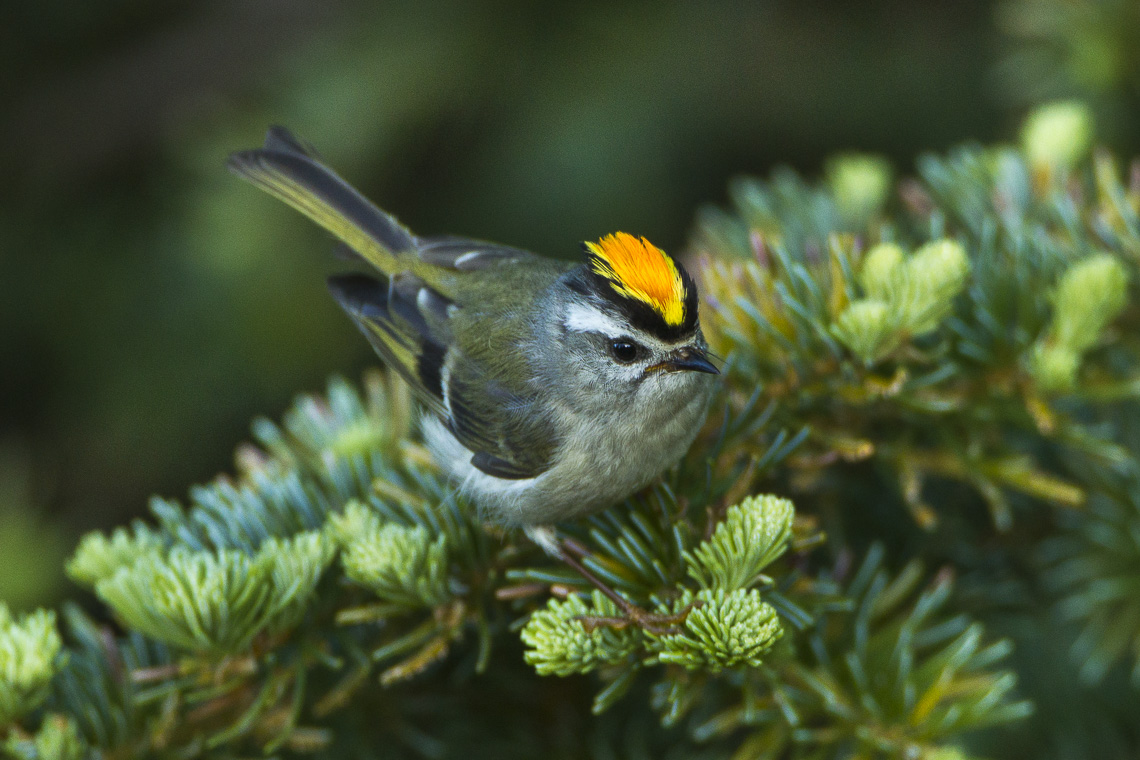
Самец

## Распространение
Золотоголовый королёк гнездится в хвойных лесах в Канаде, на северо-востоке и западе США, в Мексике и Центральной Америке. Северные популяции мигрируют зимой на юг.

## Питание
Птица ищет корм на деревьях и в кустах, питается пауками, насекомыми и их яйцами.

## Размножение
Глубокое, устланное перьями гнездо в форме чаши висит замаскировано на ветке хвойного дерева.